# The Company of Wolves
The Company of Wolves (titulada: En compañía de lobos en España y Lobos, criaturas del Diablo en México) es una película que mezcla los géneros fantástico y de terror, dirigida en 1984 por el irlandés Neil Jordan y protagonizada por Sarah Patterson y Angela Lansbury.
La película está basada en varias historias de hombres lobo que aparecen en el libro La cámara sangrienta de la escritora Angela Carter, principalmente el también titulado "En compañía de lobos". La propia Carter fue, junto a Jordan, coautora del guion, inspirado tanto en sus relatos como en la anterior adaptación radiofónica de los mismos. También la película se podría considerar una versión bastante liberal del clásico cuento de Caperucita Roja de Charles Perrault y de los Hermanos Grimm, donde el supuesto lobo feroz es en realidad un hombre lobo disfrazado de hombre. La primera redacción que la escritora hizo del guion, diferente en algunos aspectos de la película, se publicó más tarde en la antología The Curious Room.
A pesar del presupuesto de la película y la época en que se rodó, los efectos especiales son notables. La banda sonora es de George Fenton.

## Tema
Se trata de una película que aúna el folklore clásico sobre los hombres lobo, los cuentos acerca de "el hombre del saco" y las connotaciones sexuales de estos cuentos.

## Argumento
Acostada en su apacible dormitorio, la joven Rosaleen (Sarah Patterson) sueña que una manada de lobos asesina a su hermana mayor. De repente, se ve viviendo en una época pasada, donde sus padres son unos humildes campesinos y la muerte de su hermana es un hecho. 
Su abuela (Angela Lansbury), tiene por costumbre contarle cuentos sobre hombres de cejas unidas que recorren los senderos más apartados del bosque y que por la noche se convierten en diabólicos lobos. 
La trama avanza a través de relatos puntuales y escenas cotidianas en la aldea y el bosque, hasta la secuencia final en la que, durante un frío crepúsculo de invierno, la madre de Rosaleen le pide que lleve una cesta de comida a su abuela, que vive en el bosque.
- Datos: Q609936